# 安东尼·纳恩
安东尼·纳恩（英語：Anthony Nunn，1927年5月24日—2025年5月7日），英国前男子曲棍球运动员。他曾代表英国国家队参加1952年夏季奥林匹克运动会曲棍球比赛，结果队伍获得一枚铜牌。